# سيمونا تاباسكو
سيمونا تاباسكو (مواليد 5 أبريل 1994) هي ممثلة إيطالية، أشتهرت لدورها في مسلسل اللوتس الأبيض.

## وصلات خارجية
- سيمونا تاباسكو على موقع IMDb (الإنجليزية)
- سيمونا تاباسكو على موقع روتن توميتوز (الإنجليزية)
- سيمونا تاباسكو على موقع قاعدة بيانات الفيلم (الإنجليزية)